# Seznam ameriških novinarjev
Seznam ameriških novinarjev.

## Novinarji 19. stoletja
- Anne Newport Royall (1769-1854)

## Novinarji 20. stoletja

### A
- Samuel Hopkins Adams (1871-1958)
- Herbert Agar (1897-1980)
- James Agee (1909-1955)
- Christiane Amanpour (1958-) (britansko-iransko-ameriška)
- Anne Applebaum (1964-)
- Hannah Arendt (1906-1975)
- Eleanor Stackhouse Atkinson (1863-1942)

### B
- Allan L. Benson (1871-1940)
- Carl Bernstein (1944)
- Nellie Bly (1864-1922)
- Ben Bradlee (1921-2014)
- Nat Brandt (1929-)

### C
- James M. Cain (1892-1977)
- John Chancellor (1927-1996)
- Jim Clancy
- Stephen Colbert
- Marie Colvin (1956-2012)
- C.P. Connolly (1863-1935)
- Merian Caldwell Cooper (1893-1973)
- Constance Yu-Hwa Chung (1946-)
- Walter Cronkite (1916-2009)

### D
- Phil Donahue (1935-)
- John Richard Drury (1927-2007)

### F
- Paul Foot (1938-2004)
- Fred W. Friendly (1915-1998)

### G
- Martha Gellhorn (1908-1998)
- Jens Erik Gould (1981)
- Stanley Greene (1949-2017)
- Angelina Weld Grimké (1880-1958)

### H
- Emily Hahn (1905-1997)
- Sydney J. Harris (1917-1986)
- Chris Hedges (1956)
- Seymour "Sy" Hersh (1937)
- E. Howard Hunt (1918-2007)

### I
- Walter Isaacson (1952)

### J
- Mary Jordan

### K
- Pauline Kael (1919-2001)
- Larry King (1933-2021)
- Warren Kozak (1951)
- Bill Kurtis (1940)

### L
- David Letterman (1947)
- A.J. Liebling (1904-1963)
- Walter Lippmann (1889-1974)
- Michael Luo (1976)

### M
- Mignon McLaughlin (1913-1983)
- H.L. Mencken (1880-1956)
- Margaret Mitchell (1900-1949)
- Edward R. Murrow (1908-1965)

### N
- William Cooper Nell (1816-1874)
- Peggy Noonan (1950-)

### O
- Mark O'Brien (1949-1999)
- Henry Steel Olcott (1832-1907)
- George Orwell (1903-1950)

### P
- Gordon Parks (1912-2006)
- Allison Pataki (1984)
- Alicia Patterson (1906–1963)
- Joseph Medill Patterson (1879–1946)
- Vladimir Posner (1934)
- Annie Proulx (1935)

### R
- Dan Rather (1931)
- John Reed (1887-1920)
- James (»Scotty«) Reston (1909-1995)
- Jacob Riis (1849-1914)
- Sidney Rittenberg (1921-2019)
- Pat Roberts (1936)

### S
- Edward Said (1935-2003)
- Steve Sailer (1958)
- Kira Salak (1971)
- Harrison Salisbury (1908-1993)
- Peter Savodnik
- David Schoenbrun (1915-1988)
- John Seigenthaler (1927-2014)
- George Seldes (1890-1995)
- Randy Shilts (1951-1994)
- William L. Shirer (1904–1993)
- Clifford Donald Simak (1904-1988)
- Agnes Smedley (1892-1950)
- Stephen A. Smith (1967)
- Edgar Snow (1905-1972)
- Jerry Springer (1944-2023)
- I.F. Stone (1907-1989)
- Anna Louise Strong (1885-1970)
- Tad Szulc (1926-2001)

### T
- Ruth Ashton Taylor (1922-2024)
- Hunter S. Thompson (1937-2005)

### V
- Daniel Voll (1957)

### W
- Chris Wallace (1947)
- Barbara Walters (1929-2022)
- Walter Winchell (1897-1972)
- Bob Woodward (1943)

### Z
- John Peter Zenger (1697-1746)